# 伊塔卡雷
伊塔卡雷（葡萄牙語：Itacaré）是巴西巴伊亚州的一个市镇。总面积730.28平方公里，总人口27170人，人口密度37.2人/平方公里。